# Oscar Liebreich
Oscar Liebreich (Königsberg, 14 febbraio 1839 – Berlino, 2 luglio 1908) è stato un farmacologo tedesco.

## Biografia
Nacque a Königsberg, studiò chimica sotto la guida di Carl Remigius Fresenius (1818-1897) a Wiesbaden e in seguito studiò medicina a Königsberg, Tubinga e Berlino, ottenendo la laurea nel 1865.
A partire dal 1867, lavorò come assistente nel reparto di chimica, sotto la guida di Rudolf Virchow. Successivamente diventò professore di terapia (1868) e direttore dell'istituto di farmacologia di Berlino (1872). Nel 1889 fu co-fondatore della Balneologischen Gesellschaft (società di balneoterapia) a Berlino e fu il suo presidente fino alla sua morte avvenuta nel 1908.

### Contributi
Liebreich divenne noto per aver introdotto il metodo dell'illuminazione foneroscopica per lo studio del lupus; mostrò anche che vi era un valore chimico, cantaridina, per combattere la tubercolosi, di un composto chimico, lanolina, per prevenire la sifilide.
Inoltre è noto per le sue indagini relative alle proprietà sedative e ipnotiche dell'idrato clorale (1869) ed è stato una personalità importante nella popolarità della droga nella seconda metà del XIX secolo; fece anche delle ricerche relative sul composto chimico acido borico.
Liebreich curò anche una rivista a tema medicina, Therapeutische Monatshefte (1887 mq.), l'Encyklopädie der Therapie (1895 mq.); e con Alexander Langgard ha pubblicato Kompendium der Arzneiverordnung (5 ° edizione 1902).

## Opere
- Compendium der Arzneiverordnung: nach der Pharmakopoe für das deutsche Reich und den neuesten fremden Pharmakopoeen . Fischer, Berlin 3., vollständig umgearb. Aufl. 1891 Digital edition / 4., vollst. umgearb. Aufl. 1896 Digital edition dell'University and State Library Düsseldorf
- (tradotto in inglese) Effects of borax and boracic acid on the human system London, J. & A. Churchill, 1899.

## Famiglia
Era il fratello più giovane dell'oculista Richard Liebreich (1830-1917).